# Дубововка
Дубововка (укр. Дубовівка) — село, относится к Старобельскому району Луганской области Украины.
Население по переписи 2001 года составляло 104 человека. Почтовый индекс — 92724. Телефонный код — 6461. Занимает площадь 0,616 км². Код КОАТУУ — 4425181703.

## Местный совет
92724, Луганская обл., Старобельский р-н, с. Курячевка, ул. Чапаева, 1а